# Epicard

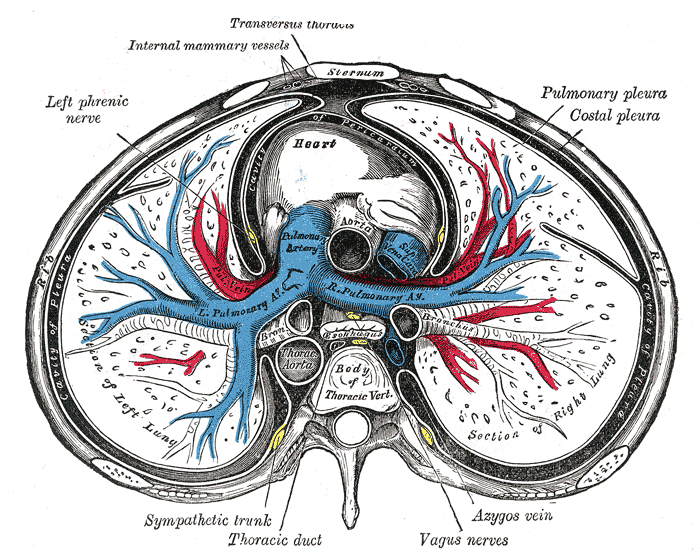
Dwarsdoorsnede door de borstkas met de inhoud van het middelste en achterste mediastinum. De pleuraholte en het hartzakje zijn vergroot getekend; normaal is er geen ruimte tussen viscerale en pariëtale pleura en epicard en pericard.

Het epicard of epicardium (uit het Grieks: ἐπί epí: (boven)op en καρδία kardía: hart) is een vlies dat het hartspierweefsel omgeeft. Het is tevens de binnenlaag (lamina visceralis) van het hartzakje (pericard).
De wand van het hart bestaat uit drie lagen. Vanuit de hartholte: het endotheel, het myocard en het epicard. 
Het epicard bestaat uit een eenlagig plaveiselmesotheel met daaronder elastisch bindweefsel en nog dieper vetweefsel waarin de zenuwen en bloedvaten gelegen zijn. Het epicard functioneert als beschermlaag voor het hart. Het produceert ook het pericardiaal vocht, dat de beweging tussen de binnenste (viscerale) en buitenste (pariëtale) lagen van het pericard smeert.
Tijdens het samentrekken van de hartkamers bewegen de depolarisatiegolven zich van de endocardiale naar de epicardiale oppervlakte.

## Epicarditis
Wanneer het epicard ontstoken is, spreken we van een epicarditis.